# 宋永吉
宋 永吉（ソン・ヨンギル、韓国語: 송영길、1963年3月21日 - ）は、大韓民国の政治家。第16-18・20・21代国会議員。仁川広域市長（民選5代目）、共に民主党代表を歴任した。

## 人物
1963年3月21日、全羅南道高興郡生まれ。本貫は礪山宋氏。カトリック教徒。延世大学入学後の1985年、仁川大宇自動車ルマン工場に配管溶接工として入社、労働運動に係わるようになり、その後も労働相談やタクシー労働組合の活動など労働運動に係わり続けた。この後1994年司法試験に合格して人権弁護士として活躍し、2000年4月に行われた第16代国会議員総選挙に当時の金大中政権与党である新千年民主党の公薦で仁川広域市桂陽区から出馬して当選を果たし政界入りした。この後17代、18代国会議員を歴任した。
2010年6月の第5回全国同時地方選挙の一環として行われた仁川広域市長選挙に野党統一候補として出馬して初当選を果たした。市長に就任した直後には「南北関係の改善のために、両国の交流協力事業を直ちに再推進する計画がある」と明かすなど、政治家としてたびたび南北交流の重要性を主張してきた。2014年6月の第6回全国同時地方選挙ではセヌリ党候補の劉正福（ユ・ジョンボク）に敗れ、再選はならなかった。
2016年4月に行われた総選挙では共に民主党候補として桂陽区乙から出馬、返り咲き（4選）を果たした。
2021年5月1日共に民主党は宋永吉を党代表に選出。宋は35.6％を得票し、親文在寅派で35.01％を獲得した洪永杓とは0.59％差という僅差だった。
2022年3月10日、前日に執行された大統領選挙で李在明が敗北した責任をとり党代表を辞任した。
2022年4月1日、同年6月の第8回全国同時地方選挙でのソウル市長選への出馬を表明し、同月に国会議員辞職書を提出し、朴炳錫議長の署名により成立した。市長選投票の結果、現職の呉世勲に敗れた。
2023年4月、2021年の党代表選前に「現金入り封筒」計9400万ウォンを党員に配った疑惑で検察の取り調べを受けた。同年12月18日、「現金入り封筒事件」に対する証拠隠滅の懸念により拘束された。2024年1月4日に検察側により正式に起訴された。
2024年1月22日、拘束中でありながら、新党の「政治検察解体党」（仮称）の結成を宣言し、3月1日を目処に結党手続きを完了させると表明した。同年3月6日の結党直前に党名が「松の木党」であることが分かった。3月14日、第22代総選挙で光州広域市西区選挙区から獄中出馬することを宣言し、妻が宣言文を代読した。
2025年1月8日、第一審で現金封筒事件と第三者贈賄の容疑は無罪、政治資金法違反の容疑は有罪とされ、懲役2年が言い渡された。同年6月23日、保釈申請が認められ、釈放された。現在、控訴審で無罪を争っている。

## 政治活動

### 仁川広域市長就任後
仁川広域市の3大核心事業（Child・Edu・Job Care）選定し進めその中でもJob Care（雇用創出・起業支援）に努めた。
問題の多かった公企業を4社から2社へと統廃合し、仁川広域市の予算の中で土木建設関連予算を削減し教育・福祉予算を拡大していった。
また2014年アジア競技大会の開催に向けた準備に力を注ぎ、2012年には環境分野の世界銀行と言われる、国際連合の緑の気候基金を仁川広域市の松島新都市に誘致した。

## 批判
南北関係改善に強い意欲があり、たびたび韓国メディアから批判を受けている。
2020年7月3日、韓国紙「朝鮮日報」は社説で、2016年に北朝鮮による高角ミサイル攻撃を防ぐ在韓米軍のTHAAD（終末高高度防衛）ミサイル配備に反対したことや、2020年6月に北朝鮮が南北共同連絡事務所を爆薬で爆破した際、「大砲で爆破しなかっただけよかった」と発言したこと、同年7月1日に「在韓米軍はオーバーキャパシティ」と発言したことなどを非難している。
日本に対しては強硬姿勢を見せる。2019年に文喜相（ムン・ヒサン）前韓国国会議長が「慰安婦問題の解決には日王（天皇の韓国での蔑称、現明仁上皇）の謝罪が必要」と発言したことで日本から大きな反発が起きたが、このとき宋は文議長を支持。「現在の韓日関係を回復するためには日本を代表して安倍首相（当時）や日王が被害者らに真の謝罪をすればいい」と主張したことでさらに反発を招く結果となった。

## エピソード
2016年の崔順実ゲート事件発覚後、朴槿恵に関するエピソードを暴露した。仁川市長在任中の2013年に大統領の朴槿恵が仁川訪問中、行事の合間に市長室でしばらく休んだところ、市長室のトイレの便器を使えないものとして、大統領警護室の職員が元の便器を撤去し、新しいものを設置したとの発言であった。

## 来歴

### 学歴
- 1981年2月：光州テドン高校卒業
- 1988年2月：延世大学校商経大学経営学科卒業
- 2005年2月：韓国放送通信大学校中国語中文学科卒業
- 2009年：韓国放送通信大学校日本学科4回生（休学中）
- 2018年 :  朝鮮大学校 政治学 名誉博士

### 略歴
- 1984年：延世大学初代直選総学生会会長
- 1994年：第36回司法試験合格
- 2000年-2004年：第16代国会議員（新千年民主党→開かれたウリ党）
- 2004年-2008年：第17代国会議員（開かれたウリ党→大統合民主新党→統合民主党）
- 2008年-2010年：第18代国会議員（民主党）
- 2008年-2010年：民主党最高委員
- 2010年-2014年：第5代（民選）仁川広域市市長
- 2016年-2020年：第20代国会議員（共に民主党）
- 2020年-2022年：第21代国会議員（共に民主党）
- 2021年-2022年：共に民主党代表
- 2022年 第8回全国同時地方選挙 ソウル特別市長 共に民主党候補
- 2022年-2023年  共に民主党 常任顧問
- 2023年 共に民主党 離党
- 2024年 (仮称)検察解体党 創党準備委員長
- 2024年  松の木党代表
- 2024年  松の木党 獄中創党

## 著書
- 「そうだ、雄牛のようにこの道を行くんだ」 (2003年10月, ダインアート)
- 「壁を扉に」(2009年11月、中央ブックス) [29]
- 「ルールを支配せよ ― 生存競争時代に対処するソン・ヨングィルの経営戦略」(2013年11月、中央ブックス)
- 「経済首都インチョン未来レポート」(2014年3月、シリュン)
- 「宋永吉の誰でも家プロジェクト ― 目覚めた未来 共に歩む共有経済」(2015年10月、未来プラスメディア)
- 「宋永吉の地球儀外交、丸いものが強いものに勝つ！」(2020年2月、メディチ)
- 「宋永吉の宣戦布告」(2023年10月、じゅうがつ)

## 叙勲
- 2009年：レジオンドヌール勲章シュバリエ
- 2013年：ロシア連邦『友好勲章』[30]
- 2022年 : レジオンドヌール勲章 オフィシエ 韓国の政治家として初めての受章であり、レジオン・ドヌール勲章では2人目の受賞者（オフィシエは第4等級)